# Въсоноги
Въсоногите (Cirripedia) са подклас силно видоизменени морски ракообразни (Crustacea). В света има около 1990 вида, а в Европа около 144 вида. Широко разпространени, включително по Черноморието, са морските жълъди (Balanus sp.).
Повечето възрастни водят прикрепен начин на живот и филтрират водата за хранителни частици чрез своите въси (cirri), но представителите на Rhizocephala са паразити по други ракообразни. Обитават предимно плитчините и приливната зона; прикрепват се към скали, кораби и животни като раци, китове и др.

## Жизнен цикъл
Животът на въсоногите преминава през стадиите науплиус, циприс и възрастно.
Обикновено яйцата се излюпват в мантийната празнина на възрастното и излизат навън като свободно плаващи науплиуси. Науплиусът има само глава с три сегмента и телсон. Всеки сегмент има чифт придатъци – съответно антенули, антени и мандибули. Науплиусът минава през шест възрасти (линее пет пъти), преди да стане циприс.
Циприсът не се храни и има за задача да намери подходящо място, към което да се прикрепи. Циприсът плува чрез гръдни крачета. Когато намери подходящо място за прикрепване, циприсът се прикрепва с глава насочена към субстрата. Жлези на антенулите отделят силно слепващо вещество. При паразитните форми циприсът търси гостоприемник. След това циприсът преминава през метаморфоза, за да стане възрастно животно.
При повечето (тези от Thoracica) възрастни въсоноги, мантията отделя варовити плочки, които покриват тялото. При Acrothoracica и Rhizocephala липсват такива плочки. Навън се подават въсите, с които възрастното загребва хранителни частици.
Повечето въсоноги са хермафродити. Тъй като не могат да се придвижват, за да осъществяват копулация, въсоногите имат много дълги пениси. С тях достигат до мантийната празнина на другия индивид, където отлагат спермата си.

## Систематика
Въсоногите се делят на три инфракласа:
- Acrothoracica
- Thoracica
- Rhizocephala

## Отношение към хората

### Корабоплаване
Въсоногите се прикрепват към различни плавателни съдове и могат да намалят скоростта на кораб с до 35%.

### Храна
Balanus nubilis се използва като храна от индианците в САЩ, а Balanus psittacus е популярен морски дар в Южна Америка. Pollicipes pollicipes се консумира в Португалия и Испания.